# Paller (Granera)
El Paller és una obra de Granera (Moianès) inclosa a l'Inventari del Patrimoni Arquitectònic de Catalunya.

## Descripció
Edifici de planta rectangular amb coberta a dues vessants i carener paral·lel a la façana. Sembla haver estat la pallissa del mas enrunat del costat. Actualment la meitat de l'edificació està convertida en segona residència. El portal d'accés és amb pedres treballades als costats i arc rebaixat de totxana.
Al costat dret i entre el mas enrunat sembla que hi havia la gran era, on hi ha un rellotge de sol format per petites dovelles. Una d'elles porta la data de 1777.
Al costat esquerre de la casa, per una porta lateral es pot apreciar un paredat rodó, probablement el forn.